# Старые Ключищи
Старые Ключищи — деревня в Кстовском районе Нижегородской области. Входит в состав Чернухинского сельсовета.

## География
Деревня находится на расстоянии приблизительно 14 километров по прямой на юг от города Кстово, административного центра района.

## История

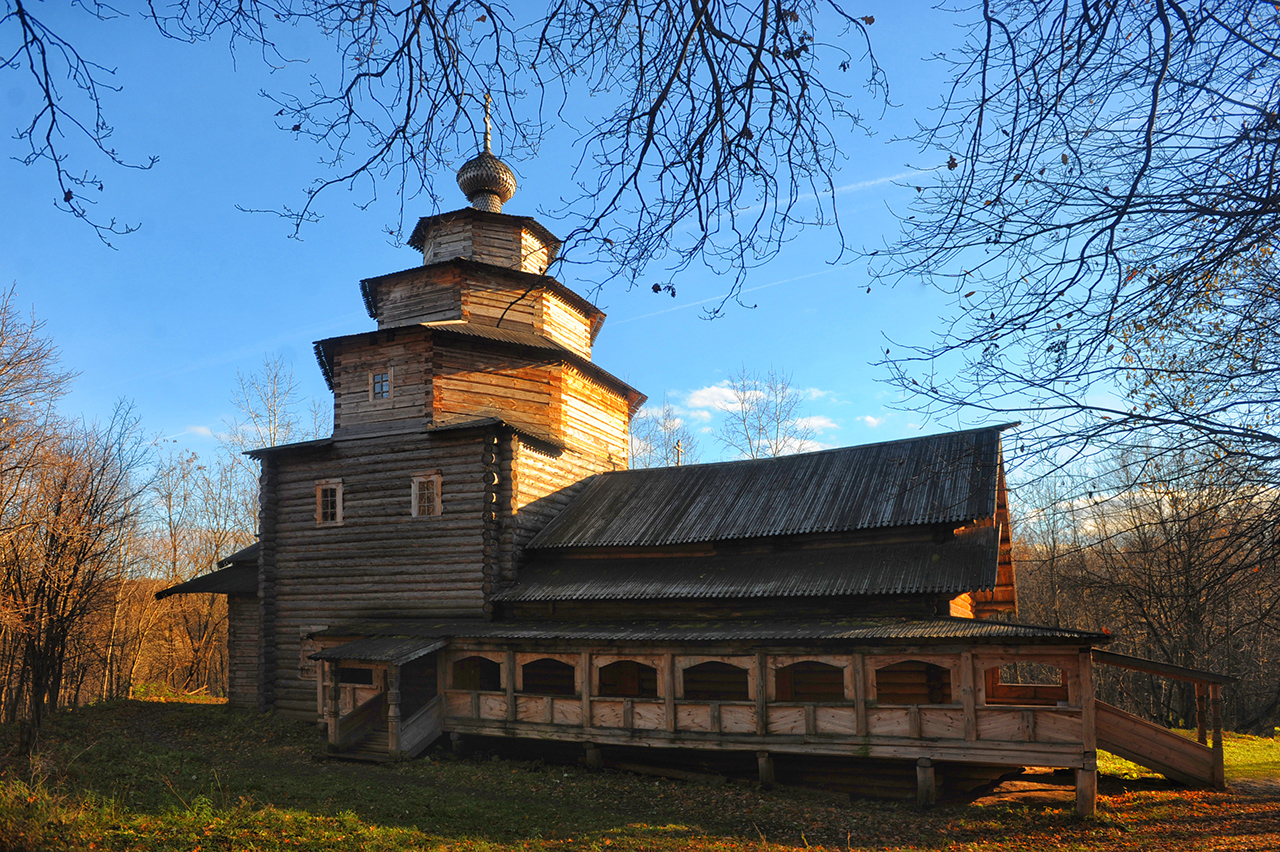
Церковь Покрова Пресвятой Богородицы, ныне расположенная на территории филиала НГИАМЗ «Щёлоковский хутор»

По местной легенде, деревня существовала ещё во времена Ивана Грозного. В XIX веке была помещичьей. До 1920-х годов в ней находилась усадьба помещика Боборыкина с парком (не сохранилась).
Также в Старых Ключищах располагалась деревянная церковь в честь Покрова Пресвятой Богородицы, работавшая до 1936 года и впоследствии вывезенная в нижегородский музей «Щёлоковский хутор».

## Население
Постоянное население составляло 44 человека (русские 96%) в 2002 году, 41 в 2010.